# 奉化江大桥 (铁路桥)
奉化江大桥是浙江省宁波市一座铁路桥，横跨奉化江，甬台温铁路和北仑支线从桥上通过。大桥为下承式拱桥，全长270.8米，跨度128米，是中国铁路跨度最大的提篮拱桥，也是中国大陆同型桥梁第一次应用于高速铁路建设。2006年1月19日开工，2009年6月10日建成通车。